# Волкова Анна Федорівна
Анна Федорівна Волкова (? -1876) — російська хімікиня. Перша в світі жінка, яка отримала диплом хіміка (1870), перша в світі жінка, яка опублікувала наукову роботу з хімії, перша жінка — член Російського хімічного товариства.

## Життєпис
Від 1869 року працювала в лабораторії О. М. Енгельдарта в Петербурзькому лісовому інституті, від 1870 року — в лабораторії П. А. Кочубея. Під керівництвом Д. І. Менделєєва вела практичні заняття зі слухачками Петербурзьких публічних курсів.
1870 року Волкова опубліковала статтю, де вона вперше описала отримання в чистому вигляді ортотолуолсульфокислоти, її хлорангідриду й аміду (надалі хлорангідрид і амід стали використовуватися як основа для виробництва сахарину). Сплавленням сульфокислот толуолу з лугами А. Ф. Волкова отримала відповідні крезоли, тим самим посприяла розкриттю будови сульфокислот. З пара-крезолу вона вперше отримала паратрикрезолфосфат, який згодом стали широко використовувати як компонент-пластифікатор для пластмас. За три роки (1870—1873) в журналі Російського хімічного товариства Волкова опублікувала близько двох десятків статей про досліджені нею аміди ароматичних сульфокислот і деяких їх похідних.

### Наукові досягнення
- Отримання в чистому вигляді ортотолуолсульфокислоти, а також її хлорангідриду й аміду (1870);
- Отримання паратрикрезолфосфату з паракрезолу;
- Встановлення будови сульфокислот толуолу (сплавленням їх з лугами);
- Відкриття того факту, що при заміщенні в амід сульфокислот водневого атома залишку аміаку кислотним залишком (наприклад, залишком бензойної кислоти) виходять похідні амідів, що показують всі реакції кислот, а також отримання відповідних цим кислотам хлорангідридів і амідів[3][4].

## Пам'ять
На її честь названо кратер Волкова на Венері .